# Coppa del mondo di ciclocross 1998-1999
La Coppa del mondo di ciclocross 1998-1999, sesta edizione della competizione, si svolse tra l'8 novembre 1998 ed il 17 gennaio 1999. Mario De Clercq vinse il titolo.

## Uomini élite

### Risultati
| # | Data        | Città      | Evento                     | Vincitore           | Leader della Cl. mondiale |
| - | ----------- | ---------- | -------------------------- | ------------------- | ------------------------- |
| 1 | 8 novembre  | Eschenbach | Cyclo-Cross Eschenbach     | Richard Groenendaal | Richard Groenendaal       |
| 2 | 21 novembre | Tábor      | Cyklokros Tábor            | Sven Nys            | Sven Nys                  |
| 3 | 6 dicembre  | Leudelange | Grand Prix Julien Cajot    | Daniele Pontoni     | Sven Nys                  |
| 4 | 20 dicembre | Koksijde   | Duinencross                | Mario De Clercq     | Sven Nys                  |
| 5 | 9 gennaio   | Zeddam     | Grote Prijs Montferland    | Thomas Frischknecht | Mario De Clercq           |
| 6 | 17 gennaio  | Nommay     | Cyclo-Cross Int. de Nommay | Adrie van der Poel  | Mario De Clercq           |

### Classifica generale
| Pos. | Corridore           | Punti |
| ---- | ------------------- | ----- |
| 1    | Mario De Clercq     | 206   |
| 2    | Daniele Pontoni     | 189   |
| 3    | Sven Nys            | 177   |
| 4    | Adrie van der Poel  | 151   |
| 5    | Marc Janssens       | 138   |
| 6    | Richard Groenendaal | 132   |
| 7    | Radomír Šimůnek sr. | 106   |
| 8    | Erwin Vervecken     | 103   |
| 9    | Wim de Vos          | 93    |
| 10   | Peter Van Santvliet | 90    |